# Vasadi Balogh Lajos
Vasady/Vasadi Balogh Lajos (Budapest, 1921. január 26. – Budapest, 2002. május 9.) magyar karmester, zeneszerző, zongora- és orgonaművész.

## Életpályája
Tanulmányait a Nemzeti Zenedében kezdte 1938–1942 között, ahol Lajtha László, Ferencsik János és Szervánszky Endre oktatta. Ösztöndíjasként Furtwänglernél és Iszaj Dobrovennél fejezte be. Közben jogi, filozófiai és művészettörténeti tanulmányokat is folytatott. 1942–1944 között a Liszt Ferenc Zeneművészeti Főiskola tanárképző intézetében tanult tovább; itt Ádám Jenő, Bárdos Lajos és Viski János tanította. 1942–1953 között a Budai Zeneakadémia zeneszerzés, zongora és orgonatanára volt. 1953–1956 között a Postás, a Nyomdász és a MÁVAG Művészegyüttes vezetője volt. 1956–1961 között a Magyar Állami Operaház karmester-korrepetitora volt. 1958–1981 között a Postás Szimfonikus Zenekar karnagya, 1968–1981 között főzeneigazgatója volt. 1966–1971 között a Szabadtéri Színpadok igazgatója volt. 1966-tól a milánói opera-stagione vezető karmestere volt.
Sírja a Farkasréti temetőben található (31-11-16).

## Magánélete
Felesége, Eszenyi Irma (1921–2000) énekesnő volt. Két gyermekük született: Vaszkó Katalin és Vasadi Balogh Miklós énekkari művészek.

## Színházi munkái
- Rácz György: Játsszunk valami mást...! (1960)
- Tabi László: Űrmacska (1961)
- Lehár Ferenc: A víg özvegy (1967)

## Díjai
- Érdemes művész (1979)